# 1565 Леметр
1565 Леметр (енгл. 1565 Lemaitre) је Марсов тројански астероид са средњом удаљеношћу од Сунца која износи 2,392 астрономских јединица (АЈ).
Апсолутна магнитуда астероида је 12,3.
Астероид је назван у част Жоржа Леметра, белгијског физичара и астронома.